# أبو بشت (قرية)
قرية أبو بشت هي إحدى القرى التابعة لمركز مغاغة بمحافظة المنيا في جمهورية مصر العربية. حسب إحصاءات سنة 2006، بلغ إجمالي السكان في أبو بشت 4540 نسمة، منهم 2312 رجلا و2228 امرأة.